# Egyiptom a 2012. évi nyári olimpiai játékokon
Egyiptom a nagy-britanniai Londonban megrendezett 2012. évi nyári olimpiai játékok egyik részt vevő nemzete volt. Az országot az olimpián 19 sportágban 113 sportoló képviselte, akik összesen 2 érmet szereztek.

## Érmesek
| Érem  | Versenyző                | Sportág  | Versenyszám              |
| ----- | ------------------------ | -------- | ------------------------ |
| Ezüst | Karam Gáber Ibráhím      | Birkózás | Férfi kötöttfogás, 84 kg |
| Ezüst | Alá ed-Dín Abu el-Kászem | Vívás    | Férfi tőr, egyéni        |

## Asztalitenisz
Férfi
| Versenyző                              | Versenyszám | Selejtező         | 64-es főtábla                                                | 48-as főtábla                                                     | 32-es főtábla                                       | Nyolcaddöntő                                                          | Negyeddöntő       | Elődöntő          | Döntő             | Helyezés |
| Versenyző                              | Versenyszám | Ellenfél Eredmény | Ellenfél Eredmény                                            | Ellenfél Eredmény                                                 | Ellenfél Eredmény                                   | Ellenfél Eredmény                                                     | Ellenfél Eredmény | Ellenfél Eredmény | Ellenfél Eredmény | Helyezés |
| -------------------------------------- | ----------- | ----------------- | ------------------------------------------------------------ | ----------------------------------------------------------------- | --------------------------------------------------- | --------------------------------------------------------------------- | ----------------- | ----------------- | ----------------- | -------- |
| Omar Assar                             | Egyes       | erőnyerő          | Jaroszlav Zsmudenko (UKR) · 8–11, 11–6, 13–11, 11–9, 14–12   | Panajótisz Giónisz (GRE) · 5–11, 9–11, 7–11, 9–11                 | kiesett                                             | kiesett                                                               | kiesett           | kiesett           | kiesett           | 33.      |
| El-Sayed Lashin                        | Egyes       | erőnyerő          | Pär Gerell (SWE) · 7–11, 11–4, 11–8, 12–10, 8–11, 8–11, 11–9 | Zoran Primorac (CRO) · 11–6, 8–11, 12–10, 5–11, 10–12, 11–9, 11–8 | Mizutani Dzsun (JPN) · 4–11, 11–9, 9–11, 5–11, 6–11 | kiesett                                                               | kiesett           | kiesett           | kiesett           | 17.      |
| Omar Assar El-Sayed Lashin ِAhmed Saleh | Csapat      |                   |                                                              |                                                                   |                                                     | Ausztria (AUT) · Gárdos Róbert · Werner Schlager · Weixing Chen · 0–3 | kiesett           | kiesett           | kiesett           | 9.       |

Női
| Versenyző                                    | Versenyszám | Selejtező                                                | 64-es főtábla                                                    | 48-as főtábla                                          | 32-es főtábla     | Nyolcaddöntő                                            | Negyeddöntő       | Elődöntő          | Döntő             | Helyezés |
| Versenyző                                    | Versenyszám | Ellenfél Eredmény                                        | Ellenfél Eredmény                                                | Ellenfél Eredmény                                      | Ellenfél Eredmény | Ellenfél Eredmény                                       | Ellenfél Eredmény | Ellenfél Eredmény | Ellenfél Eredmény | Helyezés |
| -------------------------------------------- | ----------- | -------------------------------------------------------- | ---------------------------------------------------------------- | ------------------------------------------------------ | ----------------- | ------------------------------------------------------- | ----------------- | ----------------- | ----------------- | -------- |
| Nadeen El-Dawlatly                           | Egyes       | erőnyerő                                                 | Mie Skov (DEN) · 9–11, 6–11, 7–11, 9–11                          | kiesett                                                | kiesett           | kiesett                                                 | kiesett           | kiesett           | kiesett           | 49.      |
| Dina Meshref                                 | Egyes       | Offiong Edem (NGR) · 11–5, 2–11, 11–7, 10–12, 11–6, 11–3 | Jana Noszkova (RUS) · 12–10, 8–11, 4–11, 9–11, 14–12, 11–9, 11–9 | Elizabeta Samara (ROU) · 7–11, 11–7, 13–11, 11–6, 11–8 | kiesett           | kiesett                                                 | kiesett           | kiesett           | kiesett           | 33.      |
| Nadeen El-Dawlatly Raghad Magdy Dina Meshref | Csapat      |                                                          |                                                                  |                                                        |                   | Hollandia (NED) · Jiao Li · Jie Li · Elena Timina · 0–3 | kiesett           | kiesett           | kiesett           | 9.       |

## Atlétika
Férfi
| Versenyző      | Versenyszám | Selejtező | Selejtező | Selejtező | Előfutam | Előfutam | Előfutam | Elődöntő | Elődöntő | Elődöntő | Döntő   | Döntő    |
| Versenyző      | Versenyszám | Idő       | Hely.     | Össz.     | Idő      | Hely.    | Össz.    | Idő      | Hely.    | Össz.    | Idő     | Helyezés |
| -------------- | ----------- | --------- | --------- | --------- | -------- | -------- | -------- | -------- | -------- | -------- | ------- | -------- |
| Amru Seoud     | 100 m       | kiemelt   | kiemelt   | kiemelt   | 10,22    | 4.       | 22.***   | kiesett  | kiesett  | kiesett  | kiesett | kiesett  |
| Amru Seoud     | 200 m       |           |           |           | 20,81    | 4.       | 36.*     | kiesett  | kiesett  | kiesett  | kiesett | kiesett  |
| Hamada Mohamed | 800 m       |           |           |           | 1:48,05  | 1.       | 32.      | 1:48,18  | 8.       | 22.      | kiesett | kiesett  |

| Versenyző        | Versenyszám   | Selejtező | Selejtező | Döntő    | Döntő    |
| Versenyző        | Versenyszám   | Eredmény  | Helyezés  | Eredmény | Helyezés |
| ---------------- | ------------- | --------- | --------- | -------- | -------- |
| Mohamed Fathalla | Távolugrás    | 708 cm    | 37.       | kiesett  | kiesett  |
| Omar El-Ghazaly  | Diszkoszvetés | 60,26 m   | 26.       | kiesett  | kiesett  |
| Mostafa Al-Gamel | Kalapácsvetés | 71,36 m   | 29.       | kiesett  | kiesett  |
| Ihab Abdelrahman | Gerelyhajítás | 77,35 m   | 29.       | kiesett  | kiesett  |

Női
| Versenyző     | Versenyszám | Előfutam   | Előfutam   | Előfutam   | Elődöntő | Elődöntő | Elődöntő | Döntő   | Döntő    |
| Versenyző     | Versenyszám | Idő        | Hely.      | Össz.      | Idő      | Hely.    | Össz.    | Idő     | Helyezés |
| ------------- | ----------- | ---------- | ---------- | ---------- | -------- | -------- | -------- | ------- | -------- |
| Noura Elsayed | 800 m       | nem indult | nem indult | nem indult | kiesett  | kiesett  | kiesett  | kiesett | kiesett  |

* - egy másik versenyzővel azonos eredményt ért el

*** - három másik versenyzővel azonos eredményt ért el

## Birkózás

### Férfi
Kötöttfogású
| Versenyző               | Versenyszám | Selejtező                                   | Nyolcaddöntő                         | Negyeddöntő                            | Elődöntő                                | Vigaszág első kör | Vigaszág elődöntő                        | Bronz- mérkőzés   | Döntő                         | Helyezés |
| Versenyző               | Versenyszám | Ellenfél Eredmény                           | Ellenfél Eredmény                    | Ellenfél Eredmény                      | Ellenfél Eredmény                       | Ellenfél Eredmény | Ellenfél Eredmény                        | Ellenfél Eredmény | Ellenfél Eredmény             | Helyezés |
| ----------------------- | ----------- | ------------------------------------------- | ------------------------------------ | -------------------------------------- | --------------------------------------- | ----------------- | ---------------------------------------- | ----------------- | ----------------------------- | -------- |
| Mohamed Abu Halima      | 55 kg       | Spenser Mango (USA) · 1–5, 0–1              | kiesett                              | kiesett                                | kiesett                                 |                   |                                          |                   |                               | 14.      |
| Sayed Abdel Monem       | 60 kg       | erőnyerő                                    | Revaz Lashkhi (GEO) · 0–2, 0–6       |                                        |                                         |                   | Zaur Kuramagomedov (RUS) · 4–1, 0–4, 0–2 | kiesett           |                               | 11.      |
| Ashraf El Gharably      | 66 kg       | erőnyerő                                    | Vicente Huacon (ECU) · 1–1, 1–0, 3–1 | Manuchar Tskhadaia (GEO) · 0–5, 0–1    | kiesett                                 |                   |                                          |                   |                               | 10.      |
| Islam Tolba             | 74 kg       | Neven Žugaj (CRO) · 0–1, 0–3                | kiesett                              | kiesett                                | kiesett                                 |                   |                                          |                   |                               | 16.      |
| Karam Gáber Ibráhím     | 84 kg       | erőnyerő                                    | Nenad Žugaj (CRO) · 2–0, 0–1, 1–0    | Mélonin Noumonvi (FRA) · 2–0, 0–3, 2–0 | Damian Janikowski (POL) · 2–3, 1–0, 4–0 |                   |                                          |                   | Alan Hugajev (RUS) · 0–1, 0–2 |          |
| Mohamed Abdel Fatah     | 96 kg       | Cimafej Dzejnyicsenka (BLR) · 1–0, 0–2, 0–1 | kiesett                              | kiesett                                | kiesett                                 |                   |                                          |                   |                               | 13.      |
| Abdel Rahman El-Trabely | 120 kg      | erőnyerő                                    | Mijaín López (CUB) · 0–1, 0–3        |                                        |                                         |                   | Guram Pherselidze (GEO) · 3–3, 0–4, 0–3  | kiesett           |                               | 12.      |

Szabadfogású
| Versenyző        | Versenyszám | Selejtező                                      | Nyolcaddöntő                                         | Negyeddöntő                         | Elődöntő          | Vigaszág első kör                  | Vigaszág elődöntő | Bronz- mérkőzés   | Döntő             | Helyezés |
| Versenyző        | Versenyszám | Ellenfél Eredmény                              | Ellenfél Eredmény                                    | Ellenfél Eredmény                   | Ellenfél Eredmény | Ellenfél Eredmény                  | Ellenfél Eredmény | Ellenfél Eredmény | Ellenfél Eredmény | Helyezés |
| ---------------- | ----------- | ---------------------------------------------- | ---------------------------------------------------- | ----------------------------------- | ----------------- | ---------------------------------- | ----------------- | ----------------- | ----------------- | -------- |
| Ibrahim Farag    | 55 kg       | Vladimer Khinchegashvili (GEO) · 1–1, 2–5, 0–2 |                                                      |                                     |                   | Radoszlav Velikov (BUL) · 0–3, 0–3 | kiesett           | kiesett           |                   | 13.      |
| Hassan Madany    | 60 kg       | erőnyerő                                       | Didier Pais (FRA) · 3–0, 0–2, 4–4                    | Ri Jong-Myong (PRK) · 0–1, 2–1, 0–4 | kiesett           |                                    |                   |                   |                   | 8.       |
| Abdo Omar        | 66 kg       | erőnyerő                                       | Davit Szafariján (ARM) · mérkőzés nélkül (sérülés)   | kiesett                             | kiesett           |                                    |                   |                   |                   | 18.      |
| Saleh Emara      | 96 kg       | erőnyerő                                       | Giorgi Gogshelidze (GEO) · mérkőzés nélkül (sérülés) | kiesett                             | kiesett           |                                    |                   |                   |                   | 19.      |
| El-Desoki Ismail | 120 kg      | erőnyerő                                       | Tervel Dlagnev (USA) · 2–6, 0–1                      | kiesett                             | kiesett           |                                    |                   |                   |                   | 11.      |

### Női
Szabadfogású
| Versenyző   | Versenyszám | Selejtező         | Nyolcaddöntő                             | Negyeddöntő       | Elődöntő          | Vigaszág első kör | Vigaszág elődöntő | Bronz- mérkőzés   | Döntő             | Helyezés |
| Versenyző   | Versenyszám | Ellenfél Eredmény | Ellenfél Eredmény                        | Ellenfél Eredmény | Ellenfél Eredmény | Ellenfél Eredmény | Ellenfél Eredmény | Ellenfél Eredmény | Ellenfél Eredmény | Helyezés |
| ----------- | ----------- | ----------------- | ---------------------------------------- | ----------------- | ----------------- | ----------------- | ----------------- | ----------------- | ----------------- | -------- |
| Rabab Sayed | 55 kg       | erőnyerő          | Tetyana Lazareva (UKR) · 0–4 (kétvállas) | kiesett           | kiesett           |                   |                   |                   |                   | 16.      |

## Cselgáncs
Férfi
| Versenyző        | Versenyszám  | Selejtező         | 32-es főtábla                              | Nyolcaddöntő                         | Negyeddöntő       | Elődöntő          | Vigaszág elődöntő | Bronz- mérkőzés   | Döntő             | Helyezés |
| Versenyző        | Versenyszám  | Ellenfél Eredmény | Ellenfél Eredmény                          | Ellenfél Eredmény                    | Ellenfél Eredmény | Ellenfél Eredmény | Ellenfél Eredmény | Ellenfél Eredmény | Ellenfél Eredmény | Helyezés |
| ---------------- | ------------ | ----------------- | ------------------------------------------ | ------------------------------------ | ----------------- | ----------------- | ----------------- | ----------------- | ----------------- | -------- |
| Ahmed Awad       | Harmatsúly   | erőnyerő          | Humaíd ad-Derej (UAE) · 101(0)–000(1)      | Tərlan Kərimov (AZE) · 000(2)–002(0) | kiesett           | kiesett           |                   |                   |                   | 9.       |
| Hussein Hafiz    | Könnyűsúly   | erőnyerő          | Osman Murillo Segura (CRC) · 020(0)–000(3) | Ugo Legrand (FRA) · 010(4)–100(0)    | kiesett           | kiesett           |                   |                   |                   | 9.       |
| Hesham Misbah    | Középsúly    |                   | Timur Bolat (KAZ) · 001(1)–100(2)          | kiesett                              | kiesett           | kiesett           |                   |                   |                   | 17.      |
| Ramadan Darwish  | Félnehézsúly |                   | Thierry Fabre (FRA) · 000(2)–001(1)        | kiesett                              | kiesett           | kiesett           |                   |                   |                   | 17.      |
| Iszlám es-Sehábi | Nehézsúly    |                   | Ihar Makarav (BLR) · 000(2)–002(1)         | kiesett                              | kiesett           | kiesett           |                   |                   |                   | 17.      |

## Evezés
Férfi
| Versenyző                    | Versenyszám              | Előfutam | Előfutam | Vigaszág | Vigaszág | Negyeddöntő | Negyeddöntő | Elődöntő | Elődöntő | Elődöntő | Döntő | Döntő   | Döntő | Helyezés |
| Versenyző                    | Versenyszám              | Idő      | Hely.    | Idő      | Hely.    | Idő         | Hely.       | Típus    | Idő      | Hely.    | Típus | Idő     | Hely. | Helyezés |
| ---------------------------- | ------------------------ | -------- | -------- | -------- | -------- | ----------- | ----------- | -------- | -------- | -------- | ----- | ------- | ----- | -------- |
| Nour El Din Hassanein        | Egypárevezős             | 7:06,17  | 3.       |          |          | 7:23,12     | 6.          | C/D      | 7:44,53  | 4.       | D     | 7:27,19 | 2.    | 20.      |
| Omar El Sabahy Mohamed Nofal | Könnyűsúlyú kétpárevezős | 6:59,57  | 5.       | 6:57,06  | 6.       |             |             | C/D      | 7:19,29  | 4.       | D     | 7:12,79 | 2.    | 20.      |

Női
| Versenyző                | Versenyszám              | Előfutam | Előfutam | Vigaszág | Vigaszág | Elődöntő | Elődöntő | Elődöntő | Döntő | Döntő   | Döntő | Helyezés |
| Versenyző                | Versenyszám              | Idő      | Hely.    | Idő      | Hely.    | Típus    | Idő      | Hely.    | Típus | Idő     | Hely. | Helyezés |
| ------------------------ | ------------------------ | -------- | -------- | -------- | -------- | -------- | -------- | -------- | ----- | ------- | ----- | -------- |
| Sara Ashraf Fatma Rashed | Könnyűsúlyú kétpárevezős | 7:45,23  | 6.       | 7:54,01  | 6.       |          |          |          | C     | 8:14,17 | 5.    | 17.      |

## Íjászat
Férfi
| Versenyző     | Versenyszám | Selejtező | Selejtező | 64-es főtábla                   | 32-es főtábla                   | Nyolcaddöntő      | Negyeddöntő       | Elődöntő          | Döntő             | Helyezés |
| Versenyző     | Versenyszám | Pont      | Kiemelt   | Ellenfél Eredmény               | Ellenfél Eredmény               | Ellenfél Eredmény | Ellenfél Eredmény | Ellenfél Eredmény | Ellenfél Eredmény | Helyezés |
| ------------- | ----------- | --------- | --------- | ------------------------------- | ------------------------------- | ----------------- | ----------------- | ----------------- | ----------------- | -------- |
| Ahmed El-Nemr | Egyéni      | 644       | 57.       | Crispin Duenas (CAN) (8.) · 6–2 | Kuo Cheng-wei (TPE) (40.) · 2–6 | kiesett           | kiesett           | kiesett           | kiesett           | 17.      |

Női
| Versenyző  | Versenyszám | Selejtező | Selejtező | 64-es főtábla                     | 32-es főtábla     | Nyolcaddöntő      | Negyeddöntő       | Elődöntő          | Döntő             | Helyezés |
| Versenyző  | Versenyszám | Pont      | Kiemelt   | Ellenfél Eredmény                 | Ellenfél Eredmény | Ellenfél Eredmény | Ellenfél Eredmény | Ellenfél Eredmény | Ellenfél Eredmény | Helyezés |
| ---------- | ----------- | --------- | --------- | --------------------------------- | ----------------- | ----------------- | ----------------- | ----------------- | ----------------- | -------- |
| Nada Kamel | Egyéni      | 611       | 56.       | Kszenyija Perova (RUS) (9.) · 0–6 | kiesett           | kiesett           | kiesett           | kiesett           | kiesett           | 33.      |

## Kajak-kenu

### Síkvízi
Férfi
| Versenyző     | Versenyszám        | Előfutam | Előfutam | Előfutam | Elődöntő | Elődöntő | Elődöntő | Döntő   | Döntő   | Döntő    | Helyezés |
| Versenyző     | Versenyszám        | Idő      | Hely.    | Össz.    | Idő      | Hely.    | Össz.    | Típus   | Idő     | Helyezés | Helyezés |
| ------------- | ------------------ | -------- | -------- | -------- | -------- | -------- | -------- | ------- | ------- | -------- | -------- |
| Mostafa Sa'id | Kajak egyes 200 m  | 40,507   | 7.       | 20.      | kiesett  | kiesett  | kiesett  | kiesett | kiesett | kiesett  | 20.      |
| Mostafa Sa'id | Kajak egyes 1000 m | 4:09,651 | 7.       | 21.      | kiesett  | kiesett  | kiesett  | kiesett | kiesett | kiesett  | 21.      |

## Labdarúgás

### Férfi
| Egyiptomi férfi labdarúgócsapat-játékoskeret | Egyiptomi férfi labdarúgócsapat-játékoskeret                                                                                            |
| --- | --- |
| - Mohamed Aboutrika* - Mahmoud Alaa El-Din - Mohamed Bassam - Shehab El-Din Ahmed - Mohamed El-Nenny - Ahmed El-Shenawy - Ali Fathy - Ahmed Fathi* - Omar Gábir | - Saleh Gomaa - Hossam Hassan - Ahmed Hegázi - Ahmed Magdi - Marwan Mohsen - Emad Motaeb* - Islam Ramadan - Mohamed Szaláh - Saad Samir |

* - túlkoros játékos

#### Eredmények
Csoportkör
C csoport
| Csapat                 | M | Gy | D | V | Rg | Kg | Gk | P |
| ---------------------- | - | -- | - | - | -- | -- | -- | - |
| Brazília (BRA)         | 3 | 3  | 0 | 0 | 9  | 3  | +6 | 9 |
| Egyiptom (EGY)         | 3 | 1  | 1 | 1 | 6  | 5  | +1 | 4 |
| Fehéroroszország (BLR) | 3 | 1  | 0 | 2 | 3  | 6  | –3 | 3 |
| Új-Zéland (NZL)        | 3 | 0  | 1 | 2 | 1  | 5  | –4 | 1 |

| 2012. július 26. 19:45 (20:45) |

| Brazília (BRA)                   | 3–2               | Egyiptom (EGY)            |
| -------------------------------- | ----------------- | ------------------------- |
| Rafael 16' Damião 26' Neymar 30' | (3–0) Jegyzőkönyv | Aboutrika 52' Szallah 76' |

| Millennium Stadion, Cardiff Nézőszám: 26 812 Játékvezető: Gianluca Rocchi (olasz) |

| 2012. július 29. 12:00 (13:00) |

| Egyiptom (EGY) | 1–1               | Új-Zéland (NZL) |
| -------------- | ----------------- | --------------- |
| Szallah 40'    | (1–1) Jegyzőkönyv | Wood 17'        |

| Old Trafford, Manchester Nézőszám: 50 050 Játékvezető: Mark Clattenburg (Angol) |

| 2012. augusztus 1. 14:30 (15:30) |

| Egyiptom (EGY)                       | 3–1               | Fehéroroszország (BLR) |
| ------------------------------------ | ----------------- | ---------------------- |
| Szallah 56' Mohsen 73' Aboutrika 79' | (0–0) Jegyzőkönyv | Varankov 87'           |

| Hampden Park, Glasgow Nézőszám: 8732 Játékvezető: Roberto García (mexikói) |

Negyeddöntő
| 2012. augusztus 4. 12:00 (13:00) |

| Japán (JPN)                  | 3–0               | Egyiptom (EGY) |
| ---------------------------- | ----------------- | -------------- |
| Nagai 14' Josida 78' Ócu 83' | (1–0) Jegyzőkönyv | Samir 41′      |

| Old Trafford, Manchester Nézőszám: 70 772 Játékvezető: Mark Geiger (amerikai) |

| Csapat         | Helyezés |
| -------------- | -------- |
| Egyiptom (EGY) | 8.       |

## Lovaglás
Díjugratás
| Versenyző       | Ló          | Versenyszám | Selejtező | Selejtező | Selejtező | Selejtező | Selejtező | Selejtező | Selejtező | Selejtező | Döntő   | Döntő   | Döntő   | Végeredmény | Végeredmény |
| Versenyző       | Ló          | Versenyszám | 1. kör    | 1. kör    | 2. kör    | 2. kör    | 2. kör    | 3. kör    | 3. kör    | 3. kör    | 1. kör  | 1. kör  | 2. kör  | Végeredmény | Végeredmény |
| Versenyző       | Ló          | Versenyszám | Bünt.     | Hely.     | Bünt.     | Össz.     | Hely.     | Bünt.     | Össz.     | Hely.     | Bünt.   | Hely.   | Bünt.   | Bünt.       | Helyezés    |
| --------------- | ----------- | ----------- | --------- | --------- | --------- | --------- | --------- | --------- | --------- | --------- | ------- | ------- | ------- | ----------- | ----------- |
| Karim El Zoghby | Wervel Wind | Egyéni      | 5         | 53.       | 5         | 10        | 51.       | kiesett   | kiesett   | kiesett   | kiesett | kiesett | kiesett | kiesett     | kiesett     |

## Ökölvívás
Férfi
| Versenyző      | Versenyszám  | Selejtező                      | Nyolcaddöntő                   | Negyeddöntő       | Elődöntő          | Döntő             | Helyezés |
| Versenyző      | Versenyszám  | Ellenfél Eredmény              | Ellenfél Eredmény              | Ellenfél Eredmény | Ellenfél Eredmény | Ellenfél Eredmény | Helyezés |
| -------------- | ------------ | ------------------------------ | ------------------------------ | ----------------- | ----------------- | ----------------- | -------- |
| Ramy Helmy     | Papírsúly    | erőnyerő                       | Ferhat Pehlivan (TUR) · 6–20   | kiesett           | kiesett           | kiesett           | 9.       |
| Hesham Yehia   | Légsúly      | Benson Gicharu (KEN) · 19–16   | Jasurbek Latipov (UZB) · 11–21 | kiesett           | kiesett           | kiesett           | 9.       |
| Mohamed Eliwa  | Könnyűsúly   | Han Szuncshol (KOR) · 6–11     | kiesett                        | kiesett           | kiesett           | kiesett           | 17.      |
| Islam El Gendy | Kisváltósúly | Káté Gyula (HUN) · 10–16       | kiesett                        | kiesett           | kiesett           | kiesett           | 17.      |
| Mohamed Hikal  | Középsúly    | Soltan Migitinov (AZE) · 12–20 | kiesett                        | kiesett           | kiesett           | kiesett           | 17.      |

## Öttusa
| Versenyző     | Versenyszám | Vívás    | Vívás | Vívás  | Úszás   | Úszás | Úszás | Lovaglás | Lovaglás | Lovaglás | Lovaglás | Futás/Lövészet | Futás/Lövészet | Futás/Lövészet | Futás/Lövészet | Összesen    | Összesen |
| Versenyző     | Versenyszám | Eredmény | Pont  | Hely.  | Idő     | Pont  | Hely. | Idő      | Hibapont | Pont     | Hely.    | Lövőhiba       | Idő            | Pont           | Hely.          | Összes pont | Helyezés |
| ------------- | ----------- | -------- | ----- | ------ | ------- | ----- | ----- | -------- | -------- | -------- | -------- | -------------- | -------------- | -------------- | -------------- | ----------- | -------- |
| Yasser Hefny  | Férfi       | 17–18    | 808   | 13.*** | 2:05,90 | 1292  | 19.   | 80,39    | 120      | 1080     | 28.      | 20             | 11:25,53       | 2260           | 31.            | 5440        | 28.      |
| Amr el-Gezíri | Férfi       | 18–17    | 832   | 11.*   | 1:55,70 | 1412  | 1.    | 111,42   | 344      | 856      | 33.      | 10             | 11:42,44       | 2192           | 34.            | 5292        | 33.      |
| Aya Medany    | Női         | 20–15    | 880   | 8.**   | 2:18,70 | 1136  | 18.   | 79,27    | 76       | 1124     | 19.      | 7              | 12:31,92       | 1996           | 21.            | 5136        | 16.      |

* - egy másik versenyzővel azonos eredményt ért el

** - két másik versenyzővel azonos eredményt ért el

*** - hat másik versenyzővel azonos eredményt ért el

## Sportlövészet
Férfi
| Versenyző      | Versenyszám | Selejtező | Selejtező | Döntő   | Döntő    |
| Versenyző      | Versenyszám | Pont      | Helyezés  | Pont    | Helyezés |
| -------------- | ----------- | --------- | --------- | ------- | -------- |
| Karim Wagih    | Légpisztoly | 566       | 38.       | kiesett | kiesett  |
| Amgad Hussain  | Légpuska    | 591       | 29.       | kiesett | kiesett  |
| Ahmed Zaher    | Trap        | 117       | 22.       | kiesett | kiesett  |
| Moustafa Hamdy | Skeet       | 117       | 18.       | kiesett | kiesett  |
| Azmy Mehelba   | Skeet       | 108       | 36.       | kiesett | kiesett  |

Női
| Versenyző      | Versenyszám | Selejtező | Selejtező | Döntő   | Döntő    |
| Versenyző      | Versenyszám | Pont      | Helyezés  | Pont    | Helyezés |
| -------------- | ----------- | --------- | --------- | ------- | -------- |
| Nourhan Amer   | Légpuska    | 391       | 41.       | kiesett | kiesett  |
| Mona El-Hawary | Skeet       | 51        | 17.       | kiesett | kiesett  |

## Súlyemelés
Férfi
| Versenyző          | Versenyszám | Szakítás | Szakítás | Lökés    | Lökés    | Összesen | Helyezés |
| Versenyző          | Versenyszám | Eredmény | Helyezés | Eredmény | Helyezés | Összesen | Helyezés |
| ------------------ | ----------- | -------- | -------- | -------- | -------- | -------- | -------- |
| Ahmed Saad         | 62 kg       | 130,0    | 9.*      | 162,0    | 9.       | 292,0    | 9.       |
| Mohamed Abd Elbaki | 69 kg       | 145,0    | 6.**     | 171,0    | 11.*     | 316,0    | 10.      |
| Ibrahim Abdelbaki  | 77 kg       | 155,0    | 5.*      | 192,0    | 3.       | 347,0    | 5.       |
| Tarek Yehia        | 85 kg       | 165,0    | 8.*      | 210,0    | 2.*      | 375,0    | 4.       |
| Ragab Abdelhay     | 85 kg       | 165,0    | 8.*      | 207,0    | 5.       | 372,0    | 6.       |

Női
| Versenyző        | Versenyszám | Szakítás | Szakítás | Lökés    | Lökés    | Összesen | Helyezés |
| Versenyző        | Versenyszám | Eredmény | Helyezés | Eredmény | Helyezés | Összesen | Helyezés |
| ---------------- | ----------- | -------- | -------- | -------- | -------- | -------- | -------- |
| Esmat Mansur     | 69 kg       | 105,0    | 9.       | 130,0    | 9.       | 235,0    | 9.       |
| Abir Abdulrahman | 75 kg       | 118,0    | 5.       | 140,0    | 5.       | 258,0    | 5.       |
| Nahla Ramadan    | +75 kg      | 122,0    | 6.       | 155,0    | 5.       | 277,0    | 5.       |

* - egy másik versenyzővel azonos eredményt ért el

** - négy másik versenyzővel azonos eredményt ért el

## Szinkronúszás
| Versenyző | Versenyszám | Technikai gyakorlat | Technikai gyakorlat | Selejtező        | Selejtező        | Selejtező  | Selejtező  | Döntő            | Döntő            | Döntő      | Döntő      | Helyezés |
| Versenyző | Versenyszám | Technikai gyakorlat | Technikai gyakorlat | Szabad gyakorlat | Szabad gyakorlat | Összesítés | Összesítés | Szabad gyakorlat | Szabad gyakorlat | Összesítés | Összesítés | Helyezés |
| Versenyző | Versenyszám | Pont                | Hely.               | Pont             | Hely.            | Pont       | Hely.      | Pont             | Hely.            | Pont       | Hely.      | Helyezés |
| --- | ----------- | ------------------- | ------------------- | ---------------- | ---------------- | ---------- | ---------- | ---------------- | ---------------- | ---------- | ---------- | -------- |
| Shaza Abdelrahman Dalia El Gebaly                                                                                                  | Páros       | 75,700              | 24.                 | 76,400           | 24.              | 152,100    | 24.        | kiesett          | kiesett          | kiesett    | kiesett    | 24.      |
| Reem Abdalazem Shaza Abdelrahman Aya Darwish Nour El Afandi Dalia El Gebaly Samar Hassounah Youmna Khallaf Mai Mohamed Mariam Omar | Csapat      | 77,600              | 7.                  |                  |                  |            |            | 78,360           | 7.               | 155,960    | 7.         | 7.       |

## Taekwondo
Férfi
| Versenyző         | Versenyszám | Nyolcaddöntő                          | Negyeddöntő                  | Elődöntő          | Vigaszág elődöntő          | Bronz- mérkőzés   | Döntő             | Helyezés |
| Versenyző         | Versenyszám | Ellenfél Eredmény                     | Ellenfél Eredmény            | Ellenfél Eredmény | Ellenfél Eredmény          | Ellenfél Eredmény | Ellenfél Eredmény | Helyezés |
| ----------------- | ----------- | ------------------------------------- | ---------------------------- | ----------------- | -------------------------- | ----------------- | ----------------- | -------- |
| Tamer Bayoumi     | Légsúly     | Nurszultan Mamajev (KAZ) · 1–0 (h.h.) | I Dehun (KOR) · 10–11 (h.h.) |                   | Pen-Ek Karaket (THA) · 4–6 | kiesett           |                   | 7.       |
| Abdelrahman Usama | Váltósúly   | Tommy Mollet (NED) · 8–9 (h.h.)       | kiesett                      | kiesett           |                            |                   |                   | 11.      |

Női
| Versenyző        | Versenyszám | Nyolcaddöntő               | Negyeddöntő                 | Elődöntő          | Vigaszág elődöntő | Bronz- mérkőzés   | Döntő             | Helyezés |
| Versenyző        | Versenyszám | Ellenfél Eredmény          | Ellenfél Eredmény           | Ellenfél Eredmény | Ellenfél Eredmény | Ellenfél Eredmény | Ellenfél Eredmény | Helyezés |
| ---------------- | ----------- | -------------------------- | --------------------------- | ----------------- | ----------------- | ----------------- | ----------------- | -------- |
| Hedaya Malak     | Pehelysúly  | Robin Cheong (NZL) · 17–6  | Marlène Harnois (FRA) · 6–8 | kiesett           |                   |                   |                   | 9.       |
| Seham El Sawalhy | Váltósúly   | Elin Johansson (SWE) · 0–6 | kiesett                     | kiesett           |                   |                   |                   | 11.      |

## Tollaslabda
| Versenyző   | Versenyszám | Csoportkör                                                                 | Csoportkör | Nyolcaddöntő      | Negyeddöntő       | Elődöntő          | Bronz- mérkőzés   | Döntő             | Helyezés |
| Versenyző   | Versenyszám | Ellenfél Eredmény                                                          | Hely.      | Ellenfél Eredmény | Ellenfél Eredmény | Ellenfél Eredmény | Ellenfél Eredmény | Ellenfél Eredmény | Helyezés |
| ----------- | ----------- | -------------------------------------------------------------------------- | ---------- | ----------------- | ----------------- | ----------------- | ----------------- | ----------------- | -------- |
| Hadia Hosny | Női egyes   | I csoport · Hongyan Pi (FRA) · 11–21 9–21 · Chloe Magee (IRL) · 17–21 6–21 | 3.         | kiesett           | kiesett           | kiesett           | kiesett           | kiesett           | 33.      |

## Torna
Férfi
| Versenyző          | Versenyszám      | Selejtező | Selejtező | Döntő    | Döntő    |
| Versenyző          | Versenyszám      | Pontszám  | Helyezés  | Pontszám | Helyezés |
| ------------------ | ---------------- | --------- | --------- | -------- | -------- |
| Mohamed El-Saharty | Talaj            | 13,900    | 56.       | kiesett  | kiesett  |
| Mohamed El-Saharty | Ugrás            | 15,466    | 12.       | kiesett  | kiesett  |
| Mohamed El-Saharty | Korlát           | 13,400    | 65.       | kiesett  | kiesett  |
| Mohamed El-Saharty | Nyújtó           | 13,666    | 52.       | kiesett  | kiesett  |
| Mohamed El-Saharty | Gyűrű            | 13,566    | 61.       | kiesett  | kiesett  |
| Mohamed El-Saharty | Lólengés         | 12,600    | 57.       | kiesett  | kiesett  |
| Mohamed El-Saharty | Egyéni összetett | 82,598    | 37.       | kiesett  | kiesett  |

Női
| Versenyző      | Versenyszám      | Selejtező | Selejtező | Döntő    | Döntő    |
| Versenyző      | Versenyszám      | Pontszám  | Helyezés  | Pontszám | Helyezés |
| -------------- | ---------------- | --------- | --------- | -------- | -------- |
| Salma El-Said  | Talaj            | 12,500    | 69.       | kiesett  | kiesett  |
| Salma El-Said  | Ugrás            | 13,533    | 62.       | kiesett  | kiesett  |
| Salma El-Said  | Felemás korlát   | 12,566    | 63.       | kiesett  | kiesett  |
| Salma El-Said  | Gerenda          | 13,066    | 42.       | kiesett  | kiesett  |
| Salma El-Said  | Egyéni összetett | 51,665    | 41.       | kiesett  | kiesett  |
| Sírín ez-Zejni | Talaj            | 11,000    | 82.       | kiesett  | kiesett  |
| Sírín ez-Zejni | Gerenda          | 12,733    | 53.       | kiesett  | kiesett  |

### Ritmikus gimnasztika
| Versenyző     | Versenyszám | Selejtező | Selejtező | Selejtező | Selejtező | Selejtező | Selejtező | Selejtező | Selejtező | Selejtező | Selejtező | Döntő   | Döntő   | Döntő   | Döntő   | Döntő    | Döntő    | Döntő   | Döntő   | Döntő    | Döntő    | Helyezés |
| Versenyző     | Versenyszám | Karika    | Karika    | Labda     | Labda     | Buzogány  | Buzogány  | Szalag    | Szalag    | Összesen  | Összesen  | Karika  | Karika  | Labda   | Labda   | Buzogány | Buzogány | Szalag  | Szalag  | Összesen | Összesen | Helyezés |
| Versenyző     | Versenyszám | Pont      | Hely.     | Pont      | Hely.     | Pont      | Hely.     | Pont      | Hely.     | Pont      | Hely.     | Pont    | Hely.   | Pont    | Hely.   | Pont     | Hely.    | Pont    | Hely.   | Pont     | Hely.    | Helyezés |
| ------------- | ----------- | --------- | --------- | --------- | --------- | --------- | --------- | --------- | --------- | --------- | --------- | ------- | ------- | ------- | ------- | -------- | -------- | ------- | ------- | -------- | -------- | -------- |
| Yasmin Rostom | Egyéni      | 23,925    | 23.       | 23,775    | 23.       | 25,050    | 20.       | 23,500    | 24.       | 96,250    | 23.       | kiesett | kiesett | kiesett | kiesett | kiesett  | kiesett  | kiesett | kiesett | kiesett  | kiesett  | 23.      |

## Úszás
Férfi
| Versenyző     | Versenyszám      | Előfutam | Előfutam | Előfutam | Elődöntő | Elődöntő | Elődöntő | Döntő     | Döntő    |
| Versenyző     | Versenyszám      | Idő      | Hely.    | Össz.    | Idő      | Hely.    | Össz.    | Idő       | Helyezés |
| ------------- | ---------------- | -------- | -------- | -------- | -------- | -------- | -------- | --------- | -------- |
| Shehab Younis | 50 m gyors       | 23,16    | 3.       | 34.      | kiesett  | kiesett  | kiesett  | kiesett   | kiesett  |
| Mazen Metwaly | 10 km nyílt vízi |          |          |          |          |          |          | 1:54:33,2 | 24.      |

Női
| Versenyző    | Versenyszám | Előfutam | Előfutam | Előfutam | Elődöntő | Elődöntő | Elődöntő | Döntő   | Döntő    |
| Versenyző    | Versenyszám | Idő      | Hely.    | Össz.    | Idő      | Hely.    | Össz.    | Idő     | Helyezés |
| ------------ | ----------- | -------- | -------- | -------- | -------- | -------- | -------- | ------- | -------- |
| Farida Osman | 50 m gyors  | 26,34    | 6.       | 41.      | kiesett  | kiesett  | kiesett  | kiesett | kiesett  |

## Vitorlázás
Férfi
| Versenyző    | Versenyszám     | Futam | Futam | Futam | Futam | Futam | Futam | Futam | Futam | Futam | Futam | Futam   | Pontszám | Helyezés |
| Versenyző    | Versenyszám     | 1     | 2     | 3     | 4     | 5     | 6     | 7     | 8     | 9     | 10    | É       | Pontszám | Helyezés |
| ------------ | --------------- | ----- | ----- | ----- | ----- | ----- | ----- | ----- | ----- | ----- | ----- | ------- | -------- | -------- |
| Ahmed Habash | Szörfvitorlázás | 38    | 38    | 36    | 37    | 34    | 38    | 38    | 38    | (39*) | 37    | kiesett | 334      | 38.      |

* - nem ért célba

## Vívás
Férfi
| Versenyző                                         | Versenyszám       | Selejtező                 | 32-es főtábla                       | Nyolcaddöntő                                                                        | Negyeddöntő                  | Elődöntő                      | Bronz- mérkőzés   | Döntő                  | Helyezés |
| Versenyző                                         | Versenyszám       | Ellenfél Eredmény         | Ellenfél Eredmény                   | Ellenfél Eredmény                                                                   | Ellenfél Eredmény            | Ellenfél Eredmény             | Ellenfél Eredmény | Ellenfél Eredmény      | Helyezés |
| ------------------------------------------------- | ----------------- | ------------------------- | ----------------------------------- | ----------------------------------------------------------------------------------- | ---------------------------- | ----------------------------- | ----------------- | ---------------------- | -------- |
| Alá ed-Dín Abu el-Kászem                          | Tőr, egyéni       | erőnyerő                  | Miles Chamley-Watson (USA) · 15–10  | Peter Joppich (GER) · 15–10                                                         | Andrea Cassarà (ITA) · 15–10 | Cshö Bjongcshol (KOR) · 15–12 |                   | Lej Seng (CHN) · 13–15 |          |
| Tarek Ayad                                        | Tőr, egyéni       | Anas Mostafa (EGY) · 15–5 | Alekszej Cseremiszinov (RUS) · 8–15 | kiesett                                                                             | kiesett                      | kiesett                       | kiesett           | kiesett                | 28.      |
| Anas Mostafa                                      | Tőr, egyéni       | Tarek Ayad (EGY) · 5–15   | kiesett                             | kiesett                                                                             | kiesett                      | kiesett                       | kiesett           | kiesett                | 38.      |
| Ayman Mohamed Fayez                               | Párbajtőr, egyéni |                           | Rubén Limardo (VEN) · 13–15         | kiesett                                                                             | kiesett                      | kiesett                       | kiesett           | kiesett                | 24.      |
| Ghazy Mannad                                      | Kard, egyéni      | erőnyerő                  | Yu Peng Kean (MAS) · 12–15          | kiesett                                                                             | kiesett                      | kiesett                       | kiesett           | kiesett                | 33.      |
| Alá ed-Dín Abu el-Kászem Tarek Ayad Sherif Farrag | Tőr, csapat       |                           |                                     | Nagy-Britannia (GBR) · James-Andrew Davis · Richard Kruse · Husayn Rosowsky · 33–45 | kiesett                      | kiesett                       | kiesett           | kiesett                | 9.       |

Női
| Versenyző                                                    | Versenyszám       | Selejtező                     | 32-es főtábla                | Nyolcaddöntő                                                                    | Negyeddöntő       | Elődöntő          | Bronz- mérkőzés   | Döntő             | Helyezés |
| Versenyző                                                    | Versenyszám       | Ellenfél Eredmény             | Ellenfél Eredmény            | Ellenfél Eredmény                                                               | Ellenfél Eredmény | Ellenfél Eredmény | Ellenfél Eredmény | Ellenfél Eredmény | Helyezés |
| ------------------------------------------------------------ | ----------------- | ----------------------------- | ---------------------------- | ------------------------------------------------------------------------------- | ----------------- | ----------------- | ----------------- | ----------------- | -------- |
| Eman El Gammal                                               | Tőr, egyéni       | Johana Fuenmayor (VEN) · 9–15 | kiesett                      | kiesett                                                                         | kiesett           | kiesett           | kiesett           | kiesett           | 34.      |
| Shaimaa El-Gammal                                            | Tőr, egyéni       | Mona Saíto (LIB) · 6–7        | kiesett                      | kiesett                                                                         | kiesett           | kiesett           | kiesett           | kiesett           | 33.      |
| Eman Gaber                                                   | Tőr, egyéni       | erőnyerő                      | Astrid Guyart (FRA) · 2–15   | kiesett                                                                         | kiesett           | kiesett           | kiesett           | kiesett           | 26.      |
| Mona Abd El Aziz                                             | Párbajtőr, egyéni | Hsu Jo-Ting (TPE) · 10–15     | kiesett                      | kiesett                                                                         | kiesett           | kiesett           | kiesett           | kiesett           | 33.      |
| Salma Zien                                                   | Kard, egyéni      |                               | Dagmara Wozniak (USA) · 6–15 | kiesett                                                                         | kiesett           | kiesett           | kiesett           | kiesett           | 24.      |
| Eman El Gammal Shaimaa El-Gammal Eman Gaber Rana El Husseiny | Tőr, csapat       |                               |                              | Nagy-Britannia (GBR) · Anna Bentley · Natalia Sheppard · Sophie Troiano · 34–45 | kiesett           | kiesett           | kiesett           | kiesett           | 9.       |